# Ronde van Spanje 2014/Vijftiende etappe
De vijftiende etappe van de Ronde van Spanje 2014 werd gereden op 7 september 2014. Het was een bergrit over 149 km van Oviedo naar de Meren van Covadonga. De Pool Przemysław Niemiec kwam als eerste boven door met 5 seconden voorsprong de favorieten van zich af te houden.

## Ritverslag
Na verschillende vluchtpogingen slaagden 5 renners erin een kloof te slaan die tot 10 minuten voorsprong uitliep: Kristof Vandewalle, Przemysław Niemiec, John Degenkolb, Javier Aramendia en Cameron Meyer.
Op de voorlaatste klim kwam Niemiec eerst boven. Degenkolb moest het groepje lossen. In de slotklim ontliep Meyer zijn drie medevluchters even, maar uiteindelijk moest hij het afleggen tegen Niemiec, die zich de sterkste toonde en solo over de finish kwam, net niet ingehaald door de favorieten. 
Die bestookten elkaar voortdurend in de slotklim. Zowel Joaquím Rodríguez, Alberto Contador en Alejandro Valverde deelden naar elkaar prikken uit, maar uiteindelijk kon niemand echt het verschil maken en kwamen ze net te laat voor de zege. 

## Uitslagen
| Rituitslag |                    |                         |          |
| Plaats     | Naam               | Ploeg                   | Tijd     |
| Winnaar    | Przemysław Niemiec | Lampre-Merida           | 4u11'09" |
| 2          | Alejandro Valverde | Team Movistar           | + 5"     |
| 3          | Joaquím Rodríguez  | Team Katjoesja          | z.t.     |
| 4          | Alberto Contador   | Tinkoff-Saxo            | + 10"    |
| 5          | Fabio Aru          | Astana Pro Team         | + 17"    |
| 6          | Chris Froome       | Team Sky ProCycling     | z.t.     |
| 7          | Daniel Martin      | Garmin Sharp            | + 28"    |
| 8          | Warren Barguil     | Team Giant-Shimano      | + 44"    |
| 9          | Rigoberto Urán     | Omega Pharma-Quick-Step | + 1'00"  |
| 10         | Giampaolo Caruso   | Team Katjoesja          | z.t.     |
|            |                    |                         |          |
| 11         | Robert Gesink      | Belkin-Pro Cycling Team | + 1'07"  |
| 15         | Kristof Vandewalle | Trek Factory Racing     | + 1'58"  |

| Algemeen Klassement |                    |                         |           |
| Plaats              | Naam               | Ploeg                   | Tijd      |
| Rode trui           | Alberto Contador   | Tinkoff-Saxo            | 58u31'35" |
| 2                   | Alejandro Valverde | Team Movistar           | + 31"     |
| 3                   | Chris Froome       | Team Sky ProCycling     | + 1'20"   |
| 4                   | Joaquím Rodríguez  | Team Katjoesja          | z.t.      |
| 5                   | Fabio Aru          | Astana Pro Team         | + 2'22"   |
| 6                   | Rigoberto Urán     | Omega Pharma-Quick-Step | + 2'57"   |
| 7                   | Daniel Martin      | Garmin Sharp            | + 4'55"   |
| 8                   | Samuel Sánchez     | BMC Racing Team         | + 5'02"   |
| 9                   | Robert Gesink      | Belkin-Pro Cycling Team | + 5'11"   |
| 10                  | Warren Barguil     | Team Giant-Shimano      | + 6'36"   |
|                     |                    |                         |           |
| 18                  | Maxime Monfort     | Lotto Belisol           | + 15'04"  |

| Puntenklassement |                    |                         |        |
| Plaats           | Naam               | Ploeg                   | Punten |
| Groene trui      | John Degenkolb     | Team Giant-Shimano      | 124    |
| 2                | Alejandro Valverde | Team Movistar           | 100    |
| 3                | Alberto Contador   | Tinkoff-Saxo            | 83     |
|                  |                    |                         |        |
| 11               | Jasper Stuyven     | Trek Factory Racing     | 42     |
| 16               | Robert Gesink      | Belkin-Pro Cycling Team | 32     |

| Bergklassement        |                    |                        |        |
| Plaats                | Naam               | Ploeg                  | Punten |
| Bolletjestrui (blauw) | Alejandro Valverde | Team Movistar          | 28     |
| 2                     | Luis León Sánchez  | Caja Rural-Seguros RGA | 26     |
| 3                     | Przemysław Niemiec | Lampre-Merida          | 20     |
|                       |                    |                        |        |
| 19                    | Pim Ligthart       | Lotto Belisol          | 5      |
| 20                    | Bart De Clercq     | Lotto Belisol          | 4      |

1e etappe ·
2e etappe ·
3e etappe ·
4e etappe ·
5e etappe ·
6e etappe ·
7e etappe ·
8e etappe ·
9e etappe ·
10e etappe ·
11e etappe ·
12e etappe ·
13e etappe ·
14e etappe ·
15e etappe ·
16e etappe ·
17e etappe ·
18e etappe ·
19e etappe ·
20e etappe ·
21e etappe
Startlijst · Eindstanden · Afbeeldingen